# Distrito de Hradec Králové
El distrito de Hradec Králové es uno de los cinco distritos que forman la región de Hradec Králové, República Checa, con una población estimada a principio del año 2018 de 163 520 habitantes. Se encuentra ubicado al norte del país, al noreste de Praga, cerca de la frontera con Polonia. Su capital es la ciudad de Hradec Králové.

## Localidades (población año 2018)
- Babice 189
- Barchov 314
- Běleč nad Orlicí 335
- Benátky122
- Blešno 422
- Boharyně 547
- Černilov 2408
- Černožice 1155
- Chlumec nad Cidlinou 5418
- Chudeřice 258
- Čistěves 165
- Divec 230
- Dobřenice 572
- Dohalice 474
- Dolní Přím 676
- Habřina 302
- Hlušice 737
- Hněvčeves 167
- Holohlavy 950
- Hořiněves 690
- Hradec Králové 92 917
- Hrádek 184
- Humburky 407
- Hvozdnice 225
- Jeníkovice 460
- Jílovice 309
- Káranice 218
- Klamoš 390
- Kobylice 263
- Kosice 347
- Kosičky 348
- Králíky 372
- Kratonohy 576
- Kunčice 356
- Ledce 385
- Lejšovka 216
- Lhota pod Libčany 973
- Libčany 891
- Libníkovice 160
- Librantice 567
- Libřice 291
- Lišice157
- Lochenice 596
- Lodín 407
- Lovčice 689
- Lužany 131
- Lužec nad Cidlinou 508
- Máslojedy 224
- Měník 595
- Mlékosrby 240
- Mokrovousy 379
- Myštěves 168
- Mžany 415
- Nechanice 2340
- Neděliště 358
- Nepolisy 964
- Nové Město 414
- Nový Bydžov 7005
- Obědovice 284
- Ohnišťany 325
- Olešnice 366
- Osice 488
- Osičky 166
- Petrovice 271
- Písek 257
- Prasek 610
- Praskačka 1066
- Předměřice nad Labem 1893
- Převýšov 335
- Pšánky 58
- Puchlovice 111
- Račice nad Trotinou 163
- Radíkovice 187
- Radostov 130
- Roudnice 666
- Sadová 323
- Šaplava 119
- Sendražice 431
- Skalice 610
- Skřivany 1020
- Sloupno519
- Smidary 1550
- Smiřice 2879
- Smržov 506
- Sovětice 214
- Stará Voda 133
- Starý Bydžov 391
- Stěžery 2005
- Stračov 302
- Střezetice 391
- Světí 323
- Syrovátka 421
- Těchlovice 343
- Třebechovice pod Orebem 5770
- Třesovice 261
- Urbanice 333
- Vinary 415
- Vrchovnice 61
- Všestary 1725
- Výrava 409
- Vysoká nad Labem 1626
- Vysoký Újezd 81
- Zachrašťany 244
- Zdechovice 163